# Komensky
Komensky – miasto w Stanach Zjednoczonych, w stanie Wisconsin, w hrabstwie Jackson.